# Viktor (catch)
Pour les articles homonymes, voir Eric Thompson et Thompson.
Eric Thompson, né le 4 décembre 1980 à Calgary est un catcheur canadien, plus connu sous le nom de ring de Viktor.

## Carrière

### World Wrestling Entertainment (2011-2019)

#### FCW (2011-2012)
En février 2011, APOC signe un contrat avec la WWE et est envoyé à la Florida Championship Wrestling sous le nom de Rick Victor. Le 8 avril, il fait équipe avec Paige pour vaincre Aiden English et Audrey Marie.
Lors d'un house show le 16 juin 2012, Victor bat Seth Rollins et remporte le Championnat Poids-Lourds de la FCW pour la première fois. Le même soir, il perd le titre face à Bo Dallas. Il récupère le titre face à Dallas lors d'un autre house show le 13 juillet, avant de reperdre à nouveau le titre face à Richie Steamboat une semaine plus tard. Le 28 juillet, Victor remporte le Championnat par équipes de la FCW avec Brad Maddox, et deviennent les derniers champions par équipes de la FCW à la suite de la fermeture de la FCW le 14 août 2012.

#### WWE NXT (2012-2014)
À la suite de la fermeture de la FCW, Victor est envoyé au nouveau territoire de développement de la WWE, la NXT. Il fait ses débuts le 20 juin en perdant face à Bo Dallas.
Fin 2012, il se blesse.
Il fait son retour, le 15 mai 2013 à NXT, il apparaît sur la rampe d'entrée après le match de Conor O'Brian. Il fait son retour sur le ring le 24 juillet en gagnant avec Conor O'Brian contre Aiden English et Mickey Keegan. Lors du NXT du 12 septembre il gagne avec Conor O'Brian contre Adrian Neville et Corey Graves et remportent les NXT Tag Team Championship.

#### Smackdown Live (2014-2018)
Le 12 décembre à Smackdown, une vignette est diffusée montrant The Ascension annonçant leurs débuts prochainement. Après plusieurs mois d'inactivité par manque d'idées de la part de l'équipe créative de la WWE, ils reviennent à Payback et battent Damien Sandow et Curtis Axel dans un combat par équipe. Ils n'arrivent pas à récupérer les titres par équipe lors d'Elimination Chamber dans un Elimination Chamber match au profit de The New Day, qui incluaient Los Matadores, The Prime Time Players, Cesaro et Tyson Kidd et The Lucha Dragons. Entre Elimination Chamber et août 2015, ils n’apparaissent qu'occasionnellement aux shows de la WWE.
Le 3 septembre lors de SmackDown, alors que Stardust devait avoir un combat avec Neville, Konnor et Viktor arrivent et avec l'aide de Stardust attaquent Neville. Après cette attaque, Stardust dit que cette nouvelle alliance formée avec The Ascension s'appelle Cosmic Wasteland. Lors de Night of Champions, dans le Pré-Show, ils font équipent avec Stardust et battent Neville avec The Lucha Dragons.
Lors du PPV Money in the bank, ils effectuent leur retour, lors d'un combat face à Breezango, équipe composée de Tyler Breeze et de Fandango, et s'inclinent sur un petit paquet.
Konnor apparaît alors beaucoup plus massif.
Le 8 avril à WrestleMania 34, ils perdent la bataille royale en mémoire d'Andre The Giant au profit de Matt Hardy en se faisant éliminer par Karl Anderson et Rhyno. 

#### Draft à Raw et renvoi (2018-2019)
Le 16 avril lors du Superstar Shake-Up, The Ascension est officiellement transférée à Raw.
Le 27 avril lors du WWE Greatest Royal Rumble, il entre en 8e position dans le Royal Rumble match mais se fait éliminer par Daniel Bryan.
Le 18 novembre lors des Survivor Series (2018), ils perdent au cours d'un 10-on-10 Elimination match avec Bobby Roode & Chad Gable, The B-Team, The Lucha House Party et The Revival contre The Usos, The New Day, The Colóns, Gallows et Karl Anderson et SAnitY en se faisant éliminer par Big E.    
Le 8 décembre 2019, la WWE le libère de son contrat.

### Circuit Indépendant (2020-...)
En juin 2020, Big Kon et Vik ont révèle que leur nouveau nom d'équipe est The Awakening. 
En mars 2021, il remporte avec Big Kon les ARW Tag Team Championship contre The Headbangers.

## Palmarès
- Atomic Revolutionary Wrestling
  - 1 fois ARW Tag Team Champion avec Big Kon (actuel)
- Florida Championship Wrestling
  - 2 fois FCW Florida Heavyweight Champion
  - 1 fois FCW Florida Tag Team Champion avec Brad Maddox (derniers)
- Ohio Valley Wrestling
  - 2 fois OVW Heavyweight Champion
  - 1 fois OVW Southern Tag Team Champion avec Vaughn Lilas
- NWA New England
  - 1 fois NWA New England Heavyweight Champion
  - 2 fois NWA New England Tag Team Champion avec Vertabreaker (1) et Rapture (1)
- Prairie Wrestling Alliance
  - PWA Mayhem Champion
  - PWA Heavyweight Champion
- Stampede Wrestling
  - 2 fois Stampede North American Heavyweight Champion
  - 2 fois Stampede International Tag Team Champion avec Harry Smith (1) et Dave Swift (1)
- World Wrestling Entertainment
  - 1 fois NXT Tag Team Champion avec Konnor (Plus long règne de l'histoire)

## Récompenses des magazines
- Pro Wrestling Illustrated

| Année | 2009 | 2010 à 2011 | 2012 | 2013 | 2014 | 2015 | 2016 | 2017 | 2018 |
| ----- | ---- | ----------- | ---- | ---- | ---- | ---- | ---- | ---- | ---- |
| Rang  | 306  | Non classé  | 296  | 258  | 128  | 148  | 216  | 296  | 339  |